# Mansa sicarius
Mansa sicarius là một loài tò vò trong họ Ichneumonidae.